# Gian Clavell
Gian Louis Clavell López, né le 26 novembre 1993 à Caguas à Porto Rico, est un joueur portoricain de basket-ball évoluant au poste d'arrière.

## Biographie
Lors de la saison 2017-2018, il signe un contrat two-way avec les Mavericks de Dallas mais est coupé le 17 novembre 2017. Il rejoint ensuite l'Europe où il signe avec le club turc de Sakarya jusqu'à la fin de la saison.